# Stephen Calder
Stephen Calder, né le 1er décembre 1957 à Detroit (Michigan), est un skipper canadien. 

## Carrière
Stephen Calder participe aux Jeux olympiques de 1984 à Los Angeles et remporte la médaille de bronze dans l'épreuve du soling.